# なっきー (お笑い芸人)
なっきー（1968年8月11日 - ）は、日本の女性お笑いタレントで、ピン芸人。本名、小倉 奈津紀（おぐら なつき）。大阪府出身。スパンキープロダクション所属。身長160cm、血液型O型。旧芸名は「ナッキィ」（2019年11月23日まで）。

## 略歴
1989年、当時組んでいたコンビ『大前銀平・なつ紀』でNHK上方漫才コンテストに出場し、新人賞を受賞。この『大前銀平・なつ紀』で活動した後は『二十世紀なつき・やよい』『なつきたまえ』（たまえは上方柳次・一枝門下）のそれぞれのコンビでも活動。1996年から2001年まで、放送芸術学院で講師を務める。本人曰く、のろし（松竹芸能所属）、江西章嘉（元「右側左側」、よしもとクリエイティブ・エージェンシー所属）らは教え子とのことである。2002年からは、パワーサウンドスクウェアーでMCの講師を務めている（『小倉ナツキ』名義で在籍）。
2006年12月で、1988年より所属していたケーエープロダクションを退社。翌2007年に上京、東京に活動拠点を移す。以後はピン芸人として活動している。
他の芸人たちとユニットを組んで活動することも多く、パン（よしもとクリエイティブ・エージェンシー所属）の確変総長とのコンビ『レディマドンナ』、虹組キララとのコンビ『なつ組キラリ』でも活動したことがある。2009年のM-1グランプリには、この2組とも出場、2組とも2回戦まで進出した。2009年中（前期）には、元・すきゃんぴのちゃことの巨人ファン&阪神ファンコンビ『原真弓』、2010年1月には、WAHAHA本舗所属の芸人・β（ベータ）とのユニット『おばカマ』でも活動したことがあった。2010年途中から、しんご王子とのコンビ『レミーマイケル』でも活動。
硬筆書写技能検定（ペン字検定）3級、漢字検定3級、英語検定3級のそれぞれの資格を持っている。
2019年11月23日、芸名をナッキィからなっきーに変更。2021年現在、東京演芸協会理事。東京演芸協会公式プロフィールで紹介されている芸種は「CR牙狼芸人」「タレント」。

## 芸風
地元・大阪など、周囲で見聞きした「おっちゃん・おばちゃんの話」などの色々なネタを、大阪弁を主体とした喋りで披露している。眼鏡姿に衣装は目立つ色のジャケットやズボン（パンツルック）が多く、「アイヤ～」と言うなどして喋りにギロでリズムを入れることがある。また、客席に飴をまいたり、南京玉すだれで一発ギャグを披露することもあった。

## 出演

### テレビ
- わいわいサタデー（朝日放送）
- ABCホリデーワイド（朝日放送）
- お笑い青田狩り!（関西テレビ）
- 10周年だよテレビ大阪（テレビ大阪）
- おはようびわこ（びわ湖放送）
- ぶちぬき女芸人 （あっ!とおどろく放送局）- 2010年6月7日

### ラジオ
- ホットのしゃべって当てましょう（毎日放送（MBSラジオ））
- サントリー出前寄席（ラジオ大阪）
- 里見要次郎・なつきのとっぴょうしナイト（ラジオ大阪）- 1993年10月～1994年9月
- 神戸ストリートアートフェスティバル（AM KOBE）

### 映画
- はばたけ明日への瞳（文部省推薦教育映画）